# Waltraud Goffitzer-Thalhammer
Waltraud Goffitzer-Thalhammer auch Waltraud Thalhammer, später Waltraud Praschak-Thalhammer (* 23. Dezember 1942 in Steyr) ist eine österreichische Grafikerin, Keramikerin, Textilkünstlerin und Hochschullehrerin.

## Leben und Wirken
Waltraud Thalhammer studierte von 1959 bis 1963 an der Kunstschule der Stadt Linz das Fach Freie Grafik bei Alfons Ortner, und von 1963 bis 1964 Gebrauchsgrafik. 
Von 1964 bis 1970 hielt sie sich in Dänemark auf, verehelichte sich mit dem Keramiker Günter Praschak und fertigte Siebdruckentwürfe für Keramikserien. Nach ihrer Rückkehr nach Österreich 1970 intensivierte Praschak-Thalhammer ihre Beschäftigung mit Keramik, speziell Glasurtechniken. Ab 1973 wandte sie sich der textilen Wandgestaltung zu. Ab 1983 setzte sie sich intensiv mit alten Techniken der Malerei auseinander, wie (Casein und Eitempera). 
1974 wurde sie Mitglied in der Künstlervereinigung MAERZ und von 1976 bis 1999 war sie Mitglied beim Künstlerhaus Wien. Von 1980 bis 1997 war sie Lehrbeauftragte für Farbenlehre und Produktgestaltung an der Universität für künstlerische und industrielle Gestaltung Linz.
Waltraud Thalhammer war mit dem Keramiker Günter Praschak verheiratet und geschieden 1988. Sie ehelichte 1990 den Architekten Friedrich Goffitzer, mit dem sie bis zu dessen Tod 2010 verheiratet war. Sie übergab 2015 Goffitzer's Nachlass an die Katholische Privat-Universität Linz.

## Werke
Zwischen 1972 und 1996 schuf sie eine Reihe von Auftragsarbeiten für öffentliche und private Räume.
- Mit Alfons Ortner und Günter Praschak: Entwurf und Gestaltung einer Keramikwand am TBC-Bau des Allgemeinen Krankenhauses in Linz (1972)
- Auftragsarbeit Textile Raumteiler für einen Schauraum der Möbelfirma Wiesner und Haager, 1976
- Auftragsarbeit Bemalte Wandplatten in Kaseintechnik Eingangshalle und Aufenthaltsraum für das Behindertenheim in Vöcklabruck, 1977
- 8 Batiken für den Gemeinschaftsraum und Speiseraum der Tagesheimstätte der Lebenshilfe Linz, 1978
- 6 keramische Verkleidungen von Pflanzgefässen in der Neuen Galerie der Stadt Linz, 1979
- Gestaltung einer Tabernakeltüre für die Altkatholische Kirche im Prunerstift, Linz, 1979
- Zwei Temperabilder für den Aufenthaltsraum der Tagesheimstätte in Altenfelden, 1982
- Gestaltung der Saaleingangstüren im Kultur- und Freizeitzentrum für Blinde, Linz, 1985
- Künstlerische Wandgestaltung in Keramik im neuen Eingangsbereich des BBRZ, Linz, 1986
- Gestaltung eines Tabernakels, eines Kreuzweges und eines Glasfensters in der Kapuzinerkirche, Linz
- Künstlerische Gestaltung eines Brunnens für eine Bank, Linz
- Durchgestaltung einer Marmorwand im Kundencenter der Wirtschaftskammer Oberösterreich, Linz, 1992
- Farbgestaltung von Aussgtellungskörpfern für die Oberösterreichische Landesausstellung 1994 in Engelhartszell, 1993 und 1994
- Wandgestaltung mit Keramik-Appliken und bemalte Tafeln in Acryltechnik für eine Bank, 1994 und 1996
- Illustration und Umschlaggestaltung für das Buch Euro Grips von Elisabeth Vera Rathenböck und Peter Klimitsch, 1996

## Ausstellungen
- Grafische Arbeiten, Club der Begegnung, Linz, 1970
- Textil - Grafik, Gemeinschaftsausstellung mit Günter Praschak in der Galerie März, Linz, 1974
- Contemporary Textile Art from Austria, Gemeinschaftsausstellung mit Edda Seidl-Reiter und dem Kulturzentrum Wien, 1975
- Textile Kunst 78, Gemeinschaftsausstellung an der Wirtschaftskammer Oberösterreich, Linz
- Textilkunst Österreich, Schloss Halbturn, 1979
- Einzelausstellung in der Galerie Riha, Linz, 1980
- Textilkunst 81, Gemeinschaftsausstellung in Linz und im Künstlerhaus Wien, 1981
- Einzelausstellung Grafik, Textil, Keramik an der Universität für künstlerische und industrielle Gestaltung Linz, 1986
- Malerei und Graphik, Einzelausstellung im Club der Begegnung, Linz, 1989
- Nachtwandler-Tagträumer, Einzelausstellung in der Galerie März, 1990
- Things we never did, Galerie März, 2010
- Wegmarken, MAERZ 1952 bis 2002, Architekturforum Oberösterreich, 2013

## Auszeichnungen
- Goldmedaille für Keramik bei der internationalen Keramikausstellung Concorso Internationale delta Ceramika d´Arte in Faenza, 1973